# Kanton Ambérieu-en-Bugey
Der Kanton Ambérieu-en-Bugey ist ein französischer Wahlkreis im Département Ain in der Region Auvergne-Rhône-Alpes. Er umfasst 18 Gemeinden im Arrondissement Belley, sein bureau centralisateur ist in Ambérieu-en-Bugey.

## Gemeinden
Der Kanton besteht aus 18 Gemeinden mit insgesamt 31.885 Einwohnern (Stand: 1. Januar 2022) auf einer Gesamtfläche von 218,70 km²:
| Gemeinde                 | Einwohner 1. Januar 2022 | Fläche km² | Dichte Einw./km² | Code INSEE | Postleitzahl |
| ------------------------ | ------------------------ | ---------- | ---------------- | ---------- | ------------ |
| Ambérieu-en-Bugey        | 15.554                   | 24,60      | 632              | 01004      | 01500        |
| Ambronay                 | 2.828                    | 33,55      | 84               | 01007      | 01500        |
| Ambutrix                 | 764                      | 5,22       | 146              | 01008      | 01500        |
| Arandas                  | 140                      | 14,10      | 10               | 01013      | 01230        |
| Argis                    | 420                      | 7,84       | 54               | 01017      | 01230        |
| Bettant                  | 762                      | 3,37       | 226              | 01041      | 01500        |
| Château-Gaillard         | 2.408                    | 16,06      | 150              | 01089      | 01500        |
| Cleyzieu                 | 144                      | 7,82       | 18               | 01107      | 01230        |
| Conand                   | 136                      | 15,28      | 9                | 01111      | 01230        |
| Douvres                  | 1.108                    | 5,26       | 211              | 01149      | 01500        |
| L’Abergement-de-Varey    | 273                      | 9,15       | 30               | 01002      | 01640        |
| Nivollet-Montgriffon     | 119                      | 8,24       | 14               | 01277      | 01230        |
| Oncieu                   | 72                       | 7,76       | 9                | 01279      | 01230        |
| Saint-Denis-en-Bugey     | 2.258                    | 2,61       | 865              | 01345      | 01500        |
| Saint-Maurice-de-Rémens  | 758                      | 10,35      | 73               | 01379      | 01500        |
| Saint-Rambert-en-Bugey   | 2.179                    | 28,55      | 76               | 01384      | 01230        |
| Torcieu                  | 744                      | 10,72      | 69               | 01421      | 01230        |
| Vaux-en-Bugey            | 1.218                    | 8,22       | 148              | 01431      | 01150        |
| Kanton Ambérieu-en-Bugey | 31.885                   | 218,70     | 146              | 0101       | –            |

Bis zur Neuordnung bestand der Kanton Ambérieu-en-Bugey aus den acht Gemeinden L’Abergement-de-Varey, Ambérieu-en-Bugey, Ambronay, Bettant, Château-Gaillard, Douvres,  Saint-Denis-en-Bugey und Saint-Maurice-de-Rémens. Sein Zuschnitt entsprach einer Fläche von 104,95 km2. Der neue Kanton erhielt denselben INSEE-Code, nämlich 0101.

## Einwohner
| Bevölkerungsentwicklung | Bevölkerungsentwicklung |
| Jahr                    | Einwohner               |
| ----------------------- | ----------------------- |
| 1962                    | 11.673                  |
| 1968                    | 13.131                  |
| 1975                    | 14.164                  |
| 1982                    | 15.634                  |
| 1990                    | 17.339                  |
| 1999                    | 18.997                  |
| 2006                    | 21.155                  |
| 2011                    | 22.850                  |

## Politik
| Vertreter im conseil général des Départements | Vertreter im conseil général des Départements | Vertreter im conseil général des Départements |
| Amtszeit                                      | Name                                          | Partei                                        |
| --------------------------------------------- | --------------------------------------------- | --------------------------------------------- |
| 1994–2001                                     | Gilles Piralla                                | DVD                                           |
| 2001–2015                                     | Daniel Benassy                                | DVG                                           |
| 2015–                                         | Sandrine Castellano Christophe Fortin         | UD                                            |